# Mike Krieger
Michel "Mike" Krieger (sinh ngày 4 tháng 3 năm 1986) là một doanh nhân người Brazil (người Brazil gốc Đức) và là kỹ sư phần mềm đồng sáng lập Instagram với Kevin Systrom. Sinh ra ở São Paulo, Brazil, Krieger chuyển đến California vào năm 2004 để theo học Đại học Stanford. Tại Stanford, nơi ông nghiên cứu các hệ thống biểu tượng, ông đã gặp Kevin Systrom. Hai người đồng sáng lập Instagram vào năm 2010. Ông đã thực hiện cập nhật cho Instagram trong 3 năm đầu tiên công khai. Anh ấy kết hôn với Kaitlyn Trigger.

## Từ thiện
Vào tháng 4 năm 2015, Krieger đã công bố mối quan hệ hợp tác với nhà cung cấp dịch vụ thiện nguyện GiveWell, cam kết 750,000 đô la Mỹ trong hai năm tới. Quỹ này hỗ trợ các hoạt động, với 90% được phân bổ cho các khoản tài trợ được xác định và khuyến khích thông qua quá trình Dự án Từ thiện Mở rộng. Kaitlyn, trong một blog về mối quan hệ đối tác này, miêu tả viễn cảnh từ thiện của cặp vợ chồng này như sau:

Chúng tôi tin rằng mọi người đều xứng đáng được sống tự do, sống động và có năng suất. Để hỗ trợ tầm nhìn này, chúng tôi xác định và làm chủ ý tưởng chuyển tiếp suy nghĩ, và giúp giải quyết các giải pháp có hiệu quả. Để tạo ra sự thay đổi đáng kể và bền vững, chúng tôi cam kết suy nghĩ và phân tích nghiêm ngặt hệ thống. Chúng tôi ủng hộ sự hợp tác và minh bạch để thu hút một cộng đồng rộng lớn hơn và làm tăng tác động của chúng ta.